# Prefectures de Grècia
Les prefectures (en grec: νομοί) foren la principal divisió administrativa de Grècia entre 1833 i 1836 i un altre cop entre 1845 i 2010, quan foren abolides pel programa Cal·lícrates i substituïdes per les unitats perifèriques. Són denominades departaments segons la norma ISO 3166-2:GR i el grup d'experts en noms geogràfics de les Nacions Unides.
Les prefectures eren la divisió administrativa de segon grau del govern local i s'agrupaven en 13 perifèries (abans del 1987) o 10 departaments geogràfics, i alhora dividides en províncies, municipis i comunitats. Es van convertir en ents autònoms el 1994, quan van tenir lloc les primeres eleccions prefecturals. Anteriorment els prefectes eren escollits pel govern. El 2010 el nombre era de 51 i, en comprendre la prefectura d'Atenes més un terç de la població del país, es va subdividir en quatre divisions prefecturals. A més a més, van crear-se tres superprefectures que controlaven dues o més prefectures.
Amb l'entrada en vigor del programa Cal·lícrates l'1 de gener de 2011, les prefectures van abolir-se. Moltes, especialment les del continent, van mantenir la mateixa extensió en ésser convertides en unitats perifèriques, i es mantingueren dins de les mateixes perifèries, a les quals van traspassar la majoria dels poders de les antigues prefectures.

## Llista de les antigues prefectures de Grècia
| 1. (vegeu més avall) 2. Eubea 3. Evritania 4. Fòcida 5. Ftiòtida 6. Beòcia 7. Calcídica 8. Imathia 9. Kilkis 10. Pel·la 11. Pieria 12. Serres 13. Tessalònica 14. Khanià 15. Iràklio 16. Lassithi 17. Réthimno 18. Drama 19. Hebros 20. Kavala 21. Ròdope 22. Xanthi 23. Arta 24. Ioànnina 25. Préveza 26. Tespròcia | 1. Corfú 2. Cefalònia 3. Lèucada 4. Zacint 5. Quios 6. Lesbos 7. Samos 8. Arcàdia 9. Argòlida 10. Coríntia 11. Lacònia 12. Messènia 13. Cíclades 14. Dodecanès 15. Karditsa 16. Làrissa 17. Magnèsia 18. Trícala 19. Acaia 20. Etòlia-Acarnània 21. Èlide 22. Flórina 23. Grevenà 24. Kastorià 25. Kozani a. Mont Atos (territori amb estatus especial) | Prefectures de Grècia |

La regió o perifèria  de l'Àtica (etiquetada 1 al mapa de sobre) té aquestes prefectures:

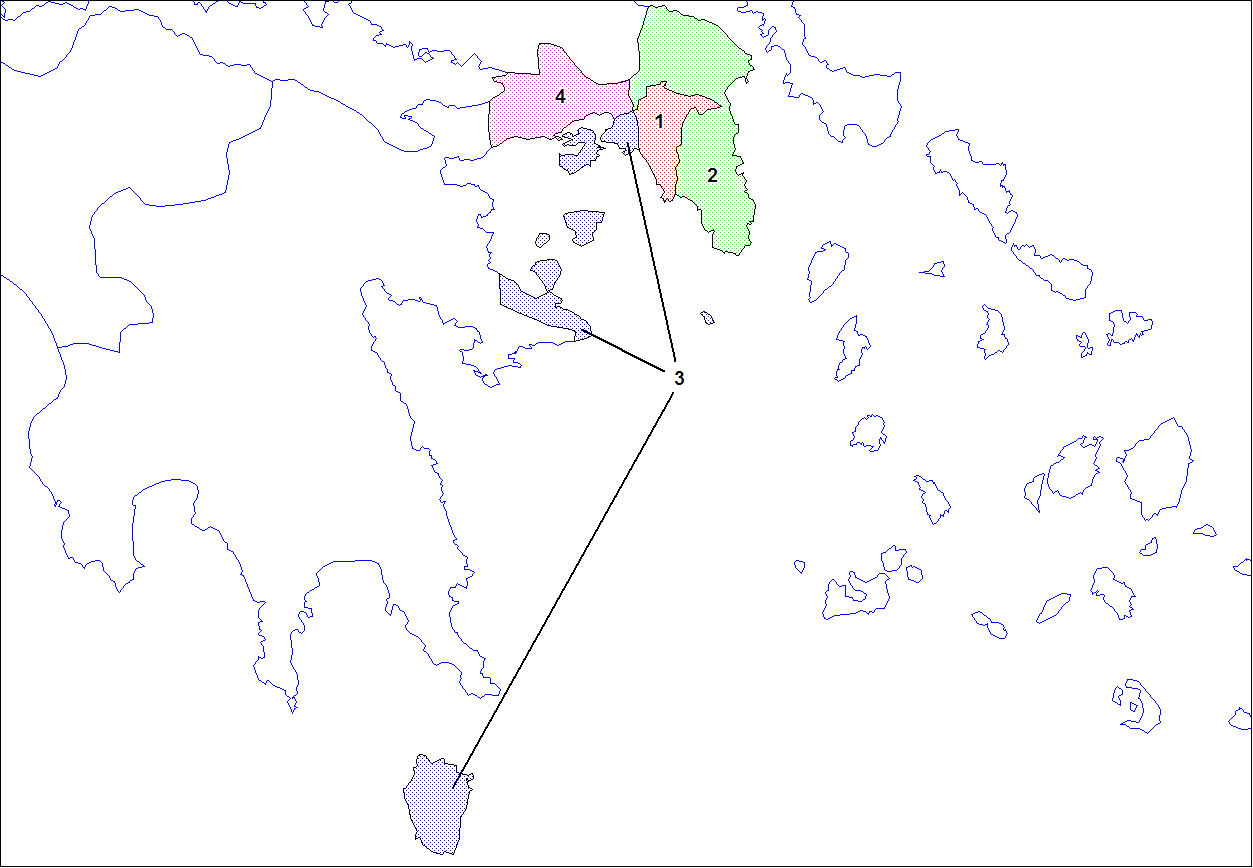
Prefectures de la perifèria de l'Àtica

| 1. Atenes 2. Àtica Oriental 3. El Pireu 4. Àtica Occidental |

## Llista de prefectures sense sortida al mar
| - Drama - Kilkis - Pel·la - Flórina - Kastorià - Kozani | - Grevenà - Ioànnina - Trícala - Karditsa - Evritania |  |

(De les anteriors, Flórina i Kastorià tenen l'accés al mar tancat per partida doble).

## Llista de prefectures formades només per illes o part d'illes
| - Corfú - Cefalònia - Lèucada - Zacint - Quios - Lesbos - Samos | - Eubea - Cíclades - Dodecanès - Khanià (Creta) - Réthimno (Creta) - Iràklio (Creta) - Lassithi (Creta) |

## Llista de prefectures continentals principalment que també inclouen illes
| - Hebros (Samotràcia) - Kavala (Thasos) - Magnèsia (Skópelos, Escíatos, Alonissos) - El Pireu (Salamina, Egina, Poros, Hidra, Spetses, Cítera) |

## Llista de prefectures amb capital que no és la seva ciutat més gran
| - Calcídica (capital: Polygyros; ciutat més gran: Nea Moudania) - Pel·la (capital: Edessa; ciutat més gran: Giannitsa) - Beòcia (capital: Livadia; ciutat més gran: Thiva) - Aetolia-Akarnania (capital: Mesologgi; ciutat més gran: Agrinio) - Àtica Occidental (capital: Elefsis; ciutat més gran: Mègara) - Àtica Oriental (capital: Pallini; ciutat més gran: Acharnes) - Argòlida (capital: Nafplion; ciutat més gran: Argos) - Lassithi (capital: Àgios Nikólaos; ciutat més gran: Ieràpetra) |

## Llista de prefectures amb les capitals menys poblades
| 1. Calcídica (capital: Poligiros amb una població de 6,232) 2. Samos (capital: Vathy amb una població de 6,275) 3. Evritania (capital: Karpenisi amb una població de 6,775) 4. Fòcida (capital: Amfissa amb una població de 6,946) 5. Lèucada (capital: Lefkas amb una població de 7,548) 6. Tespròcia (capital: Igumenitsa amb una població de 9,104) 7. Cefalònia (capital: Argostoli amb una població de 9,522) 8. Grevenà (capital: Grevenà amb una població de 10,447) 9. Lassithi (capital: Àgios Nikolaos amb una població de 10,906) 10. Zacint (capital: Zakinthos amb una població d'11,224) |